# پیتر بی‌دم در آمریکا
پیتر بی‌دم در آمریکا (سوئدی: Pelle Svanslös i Amerikatt) یک پویانمایی ماجراجویانه سوئدی است که در سال ۱۹۸۵ منتشر شد. از صداپیشگان آن می‌توان به استلان اسکاشگورد، بیورن گوستافسون، اَگنتا پریتز، اَنشت-هوگو یارگورد و اوا فرولینگ اشاره کرد.